# Romain Sazy
Pas d'image ? Cliquez ici

a Compétitions nationales et continentales officielles uniquement.

Dernière mise à jour le 24 février 2012.
Romain Sazy, né le 14 octobre 1986, est un joueur français de rugby à XV qui évolue au poste de deuxième ligne ou troisième ligne.
Formé à l'US Montauban où il joue durant quatre ans, il rejoint le Stade rochelais en 2010 avec qui il monte en Top 14 en 2014 puis devient l'un des cadres de l'équipe et remporte la Coupe d'Europe en 2022 et 2023.

## Biographie

### Jeunesse et formation
Né en Tarn-et-Garonne, il grandit à Asques. Il commence par jouer au football au sein de l'avenir lavitois avant de rejoindre le rugby au CAC de Castelsarrasin à seize ans, tandis qu'il effectue sa scolarité au collège et au lycée Jean-de-Prades de Castelsarrasin. Il rejoint l'US Montauban, où il joue ses premiers matches en Top 14 à tout juste dix-neuf ans. Il y joue également ses premiers matchs de Coupe d'Europe.[réf. nécessaire]

### Stade rochelais (depuis 2010)
Après quatre saisons jouées avec Montauban, son club formateur, Romain Sazy rejoint le Stade rochelais à partir de la saison 2010-2011.

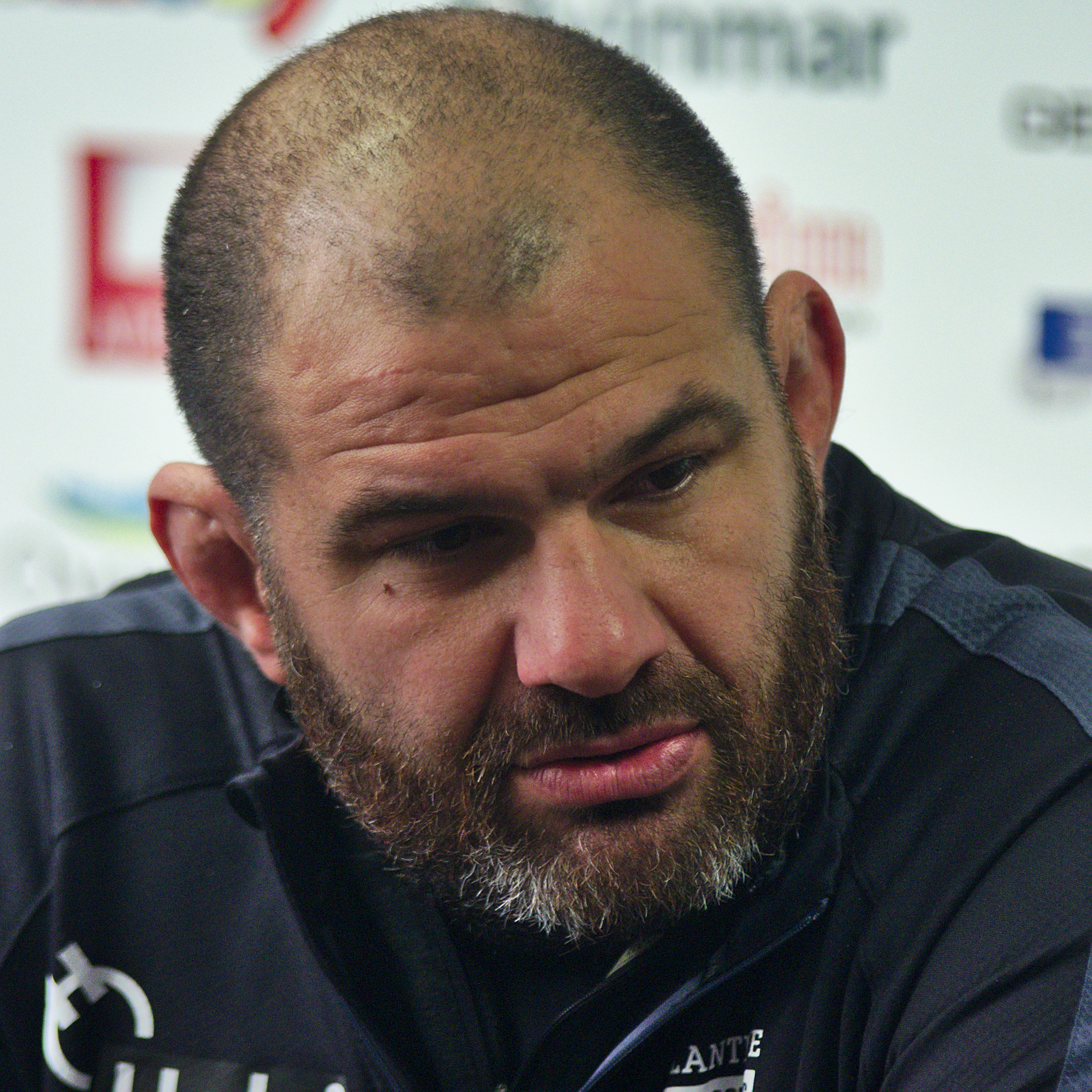
Patrice Collazo, ici en 2014, est l'entraîneur de Romain Sazy de 2011 à 2018.

En novembre 2016, il est sélectionné dans l'équipe des Barbarians français pour affronter une sélection australienne au stade Chaban-Delmas de Bordeaux. Les Baa-Baas parviennent à s'imposer 19 à 11 grâce à un essai de Raphaël Lakafia à la 77e minute.
En juin 2017, il est de nouveau convoqué pour jouer avec les Barbarians français qui affrontent l'équipe d'Afrique du Sud A les 16 et 23 juin en Afrique du Sud. Remplaçant lors du premier match puis titulaire pour le second, les Baa-baas s'inclinent 36 à 28 à Durban puis 48 à 28 à Soweto.

#### Finaliste du Challenge européen en 2019
Durant la saison 2018-2019, Romain Sazy joue 34 matchs toutes compétitions confondues, dont 28 titularisations et marque deux essais. Il est l'un des leaders de son équipe et en devient même capitaine durant la saison, notamment en l'absence de Victor Vito. Le Stade rochelais atteint les demi-finales du Top 14, avant de se faire éliminer par le Stade toulousain. Cependant, les Rochelais se qualifient pour la finale du Challenge européen, après avoir terminé premier de leur poule, puis battu Bristol et Sale en phases finales. En finale, ils affrontent l'ASM Clermont. Romain Sazy est titulaire en deuxième ligne aux côtés de Mathieu Tanguy, mais son équipe s'incline 36 à 16. À la fin de cette saison, il est l'un des joueurs les plus utilisés de son club.
La saison suivante, en 2019-2020, il est titulaire indiscutable en deuxième ligne et Jone Qovu, Thomas Jolmes, Thomas Lavault et Mathieu Tanguy se partagent la deuxième place à ce poste. Il prolonge ensuite son contrat jusqu'en 2022. Puis, il joue quinze matchs, avant l'arrêt prématuré des compétitions à cause de la pandémie de Covid-19.

#### Finaliste du Championnat de France et de la Coupe d'Europe en 2021
Durant la saison 2020-2021, le cadre et capitaine des Maritimes est en concurrence à son poste avec Will Skelton, Thomas Lavault, Mathieu Tanguy et Rémi Leroux. Malgré cette forte concurrence, il joue tout de même 23 matchs toutes compétitions confondues dont 19 en tant que titulaire. En Coupe d'Europe, il joue quatre fois et participe donc à l'épopée du Stade rochelais dans cette compétition qui se qualifie en finale, après avoir éliminé Gloucester, Sale et le Leinster. En finale, contre le Stade toulousain, il est titulaire en deuxième ligne avec l'Australien Will Skelton, mais son équipe est battue sur le score de 22 à 17. De même en Top 14, son équipe atteint la finale du championnat. Durant ce match, les Rochelais affrontent une nouvelle fois Toulouse. Sazy est une nouvelle titulaire, avant d'être remplacé par Thomas Lavault à la 58e minute. Pour la seconde fois de la saison, le Stade rochelais est battu en finale, une défaite 18 à 8.

#### Champion d'Europe en 2022 et 2023
En début de saison 2021-2022, en novembre 2021, il rejoint une nouvelle fois les Barbarians français pour affronter les Tonga au Matmut Stadium Gerland de Lyon. Les Baa-Baas s'imposent 42 à 17 grâce à six essais inscrits. Cette saison, il se partage le temps de jeu avec Thomas Lavault au poste de numéro 4. Il joue 34 matchs toutes compétitions confondues dont 22 en tant que titulaire, alternant avec Lavault, et marque un essai. Cette saison le Stade rochelais atteint à nouveau la finale de la Coupe d'Europe. En finale, les Rochelais affrontent les Irlandais du Leinster. Romain Sazy débute cette rencontre sur le banc des remplaçants avant d'entrer en jeu à la place de Lavault à 6 minutes de la fin de la rencontre et s'impose en fin de match sur le score de 21 à 24. Il remporte alors le premier titre de sa carrière et participe au premier trophée majeur remporté par son club.
À l'issue de cette saison, il participe à la tournée des Barbarians français aux États-Unis pour affronter la sélection américaine le 1er juillet 2022 à Houston. Les Baa-baas, dont il est le capitaine à l'occasion de ce match, s'inclinent 26 à 21.
Durant la saison 2022-2023, le Stade rochelais se qualifie pour la troisième fois consécutive en finale de la Champions Cup, et affronte le Leinster pour la seconde fois. Pour cette rencontre, Romain Sazy est titulaire en deuxième ligne aux côtés de Will Skelton avant d'être remplacé par Lavault à la 50e minute de jeu. Son équipe s'impose 27 à 26 et remporte la compétition pour la deuxième fois d'affilée,.

## Palmarès
- Stade rochelais
  - Finaliste du Challenge européen en 2019
  - Finaliste du Championnat de France en 2021 et 2023
  - Finaliste de la Coupe d'Europe en 2021
  - Vainqueur de la Coupe d'Europe en 2022 et 2023